# Limonium boirae
El Limonium boirae és una saladina endèmica de les restes del prat de Magalluf, al municipi de Calvià, Mallorca, de la família Plumbaginaceae.
És una planta perenne, robusta, d'entre 30 cm i 70 cm d'alçària. Té fulles disposades en forma de roseta, molt obertes en zones d'alta salinitat, àmpliament espatulades. Totes les ramificacions produeixen flors, que són de color violat. Es tracta de petits camèfits que creixen formant poblacions denses al voltant de les illes de vegetació del salobrar, concretament de les mates de cirialeres (Sarcocornia fruticosa, Arthrocnemum macrostachyum) i en alguns punts de joncs (Juncus acutus). Forma comunitat amb d'altres saladines també endèmiques d'aquest lloc (Limonium magallufianum, Limonium carvalhoi, Limonium ejulabilis i Limonium inexpectans).
El principal factor limitant per a la supervivència és la disponibilitat d'hàbitat. Actualment aquest hàbitat es troba molt degradat. A més la zona està sotmesa a una intensa pressió antròpica, ja que està envoltada d'urbanitzacions i complexos turístics i és freqüentada per gent que les trepitja i ha obert camins sobre el matoll halòfil.